# Iris Torriani
Iris Concepción Linares de Torriani es una física argentina, ubicada en Brasil, cuya labor investigadora se centra en el uso de la difracción de rayos X para el estudio de moléculas orgánicas e inorgánicas. Es Profesora es la Universidad Estatal de Campinas e investigadora del Consejo Nacional de Desenvolvimiento Científico y Tecnológico. Ha sido presidente de la Asociación de Cristalografía de Brasil en dos ocasiones (1990-1993 y 2003-2007), miembro del Comité Ejecutivo  de la Unión Internacional de Cristalografía (2003-2005) y su vicepresidente entre 2005 y 2008.

## Biografía
Iris Torriani nació en Buenos Aires, Argentina. Estudió física en las Universidades de Buenos Aires y Nacional de La Plata. Aunque al principio le atraía la física teórica, por pensar que tenía mejores prospectos en un país con una infraestructura experimental poco desarrollada, se decantó por la física aplicada y experimental tras fascinarse por la cristalografía durante una estancia en un laboratorio de la Comisión de Energía Atómica en Buenos Aires.
Tras graduarse en 1965, y preocupada por la creciente politización de las universidades argentinas, decidió junto con su marido, estudiante de matemáticas, realizar su trabajo de doctorado en los Estados Unidos. Ambos consiguieron sendas becas Fulbright para la Universidad de Pensilvania, en Filadelfia. Tras una interrupción por baja de maternidad durante la que regresó a Argentina, Iris Torriani volvió a la Universidad de Pensilvania en 1971 donde completó el trabajo para su tesis. Recibió el doctorado por la Universidad Nacional de La Plata en 1975. En 1976 obtuvo un contrato en el  Departamento de Física de la Materia Condensada en la Universidad Estatal de Campinas, en Brasil, institución donde también trabajaba su marido y donde ha permanecido desde entonces. Es profesora de Físicas y directora del grupo de cristalografía de rayos X en la universidad. Desde 1986 también ocupa una posición en el sincrotrón nacional de Brasil como investigadora colaboradora y coordinadora de una línea de luz para experimentos de difracción de rayos X a bajo ángulo.

## Actividades científicas
Durante sus estudios de doctorado estudió la estructura de modelos de membranas mediante resonancia magnética nuclear NMR y difracción de rayos X en el Departamento de Biofísica de la Universidad de Pensilvania. Posteriormente, se ha destacado por la aplicación de técnicas cristalográficas y de difracción de rayos X a bajo ángulo al estudio de materiales policristalinos, nanomateriales, polímeros y macromoléculas biológicas en disolución. Ha publicado más de 130 artículos sobre su trabajo. Como investigadora colaboradora en el Laboratorio Nacional de Luz Sincrotrón de Brasil, supervisó la construcción de dos líneas de luz para experimentos de difracción. Es miembro del Consejo Nacional de Investigación de Brasil y ha actuado como evaluadora de proyectos para varios organismos de financiación de la investigación en dicho país.
Desde 1999, ha formado parte de la Comisión de difracción a bajo ángulo de la Unión Internacional de Cristalografía (IUCr). En 2003, fue elegida miembro del Comité Ejecutivo de la IUCr, cargo que desempeñó hasta 2005, cuando devino vicepresidente. En el Consejo de la Asociación de Cristalografía de Brasil, ha sido Secretaria, Secretaria General, Vicepresidente y presidente.